# Saxon Shore
Saxon Shore ist eine US-amerikanische Post-Rock-Band aus Brooklyn, Philadelphia und Washington, D.C. und wurde im Jahr 2001 gegründet.

## Geschichte
Die Band wurde im Winter 2001 von dem Gitarristen und Pianisten Matthew Doty und dem Schlagzeuger Joshua Tillman gegründet. Kurze Zeit später kam als Bassist Joshuas Bruder Zach Tillman zur Band, ehe die Gruppe ihr Debütalbum Be a Bright Blue aufnahm, das 2001 beim bandeigenen Label Broken Factory Records erschien. Nachdem die Gruppe einen Vertrag bei Burn Toast Vinyl erhalten hatte, folgte eine US-Tournee sowie das zweite Album Four Months of Darkness, das 2004 erschien. Danach verließen beide Tillman-Brüder die Band. Als Gitarrist kam Oliver Chapoy, vorher bei Shai Hulud tätig und als Keyboarder Matthew Stone zur Band. Im Herbst 2004 begannen sie mit dem Schreiben von neuem Material, das im Frühling 2005 als EP Luck Will Not Save Us from a Jackpot of Nothing erschien. Während sie danach weiter an neuem Material schrieben, kam der Bassist Will Stichter hinzu, dem sich im Januar 2005 der Schlagzeuger Stephen Roessner nach einer US-Tour anschloss. Im selben Jahr folgte das nächste Album The Exquisite Death of Saxon Shore, dem sich 2009 It Doesn't Matter anschloss.

## Stil
Laut Jon O’Brien von Allmusic spiele die Band instrumentalen Post-Rock, vergleichbar mit der Musik von Mogwai und Explosions in the Sky. Ned Raggett von Allmusic verglich die Musik auf The Exquisite Death of Saxon Shore mit den Werken von The Flaming Lips, M83 und Mogwai.

## Diskografie
- 2002: Be a Bright Blue (Album, Broken Factory Records)
- 2003: Four Months of Darkness (Album, Burnt Toast Vinyl)
- 2005: Luck Will Not Save Us from a Jackpot of Nothing (EP, Burnt Toast Vinyl)
- 2005: The Exquisite Death of Saxon Shore (Album, Burnt Toast Vinyl)
- 2009: It Doesn't Matter (Album, Broken Factory Records)